# Giuseppe Muraglia
Giuseppe Muraglia (Andria, 3 agosto 1979) è un ex ciclista su strada italiano.
Professionista dal 2003 al 2011, nel 2007 è stato squalificato per due anni a seguito della sua positività in un controllo antidoping effettuato dopo la vittoria alla Clásica de Almería.

## Palmarès

### Strada
- 2002 (Marchiol-Hit Casino's-Safi-Site-Frezza)

Bassano-Monte Grappa
3ª tappa Giro della Regione Friuli Venezia Giulia (Basiliano > Aviano)
6ª tappa Giro d'Italia Under-23 (Monte San Vito > San Leo)
Classifica generale Giro d'Italia Under-23
- 2005 (LPR, una vittoria)

2ª tappa Giro del Trentino (Arco > Marcena di Rumo)
- 2007 (Acqua & Sapone-Caffè Mokambo, una vittoria)

Clásica de Almería
- 2010 (CDC-Cavaliere, una vittoria)

3ª tappa Giro della Provincia di Reggio Calabria (Crotone > Catanzaro)

## Piazzamenti

### Grandi Giri
- Giro d'Italia

2003: fuori tempo massimo (18ª tappa)
2004: 56º

### Classiche monumento
- Milano-Sanremo

2006: 158º
- Giro di Lombardia

2005: ritirato